# 과립막 세포 종양

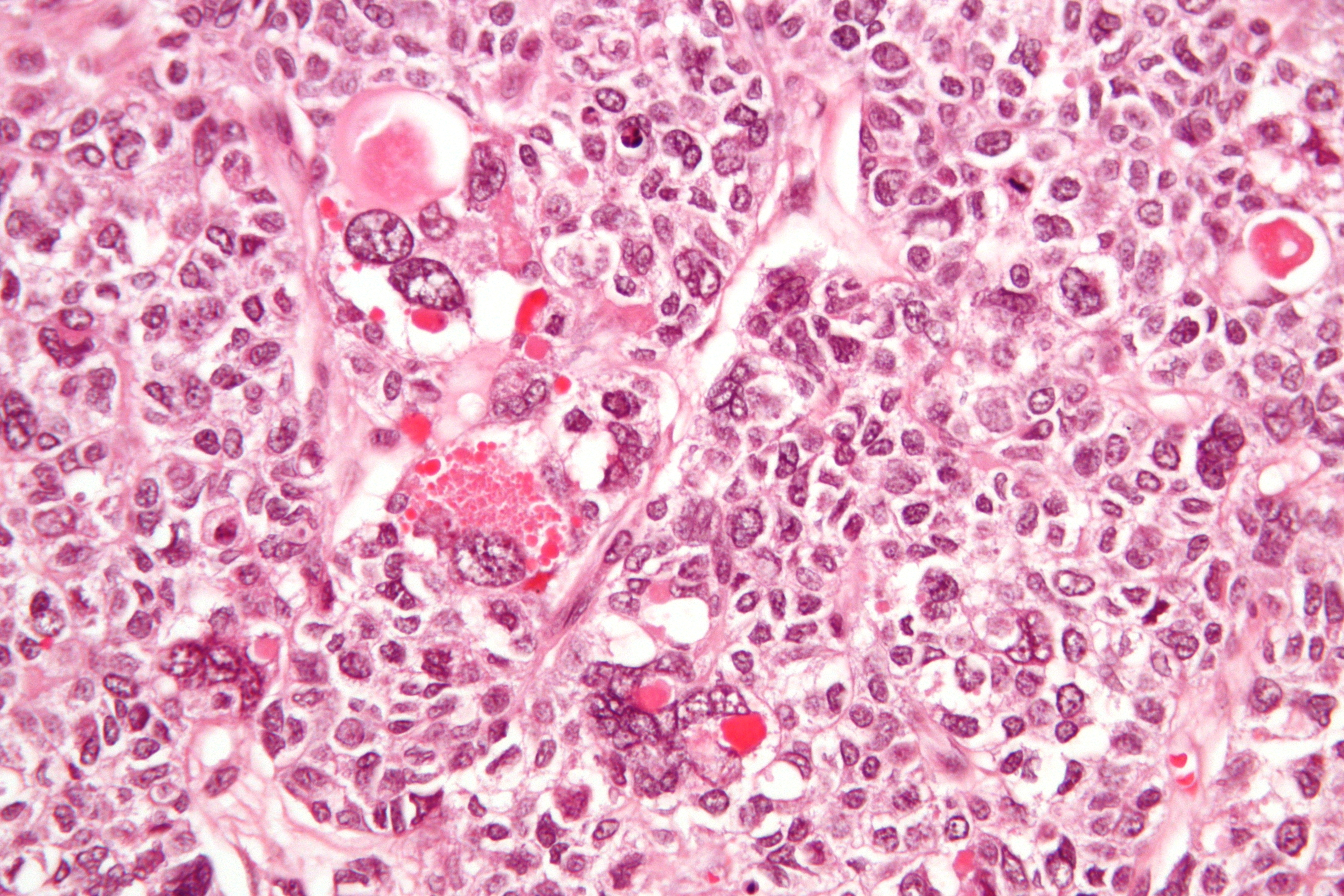

과립막 세포 종양(Granulosa cell tumour)은 과립막 세포에서 발생하는 종양이다. 에스트로겐을 분비하는 종양이며 크고 복잡한 난소 덩어리로 존재한다. 이 종양은 성삭-생선 간질 종양 또는 비상피 종양 그룹의 일부이다. 과립막 세포는 일반적으로 난소에서만 발생하지만 과립막 세포 종양은 난소와 고환 모두에서 발생한다(난소암 및 고환암 문서 참고). 이 종양은 악성으로 간주되어 다른 난소 악성 종양과 동일한 방식으로 치료되어야 한다. 난소질환은 청소년기와 성인기의 두 가지 형태가 있으며, 둘 다 성장이 느리고 회복률이 높다. 이러한 종양의 병기 결정 시스템은 상피 종양과 동일하며 대부분 1기에서 나타난다. 발생 최고 연령은 50~55세이지만 모든 연령에서 발생할 수 있다.
청소년 과립막 세포 종양은 유사하지만 조직학적으로 구별되는 희귀 종양이다. 이는 난소와 고환 모두에서도 발생한다. 고환에서는 극히 드물며 악성인 것으로 보고된 바는 없다. 이 종양은 일반적으로 어린이에게 발생하지만 성인에게도 보고되었다.